# Wafa Mahjoub
Wafa Mahjoub, född 19 maj 2001, är en tunisisk karateutövare. 

## Karriär
Vid afrikanska mästerskapen 2021 i Kairo var Mahjoub en del av Tunisiens lag som tog brons i lagtävlingen. Under 2022 tog hon brons i 61 kg-klassen vid Islamic Solidarity Games i Konya samt silver vid både medelhavsspelen i Oran och afrikanska mästerskapen i Durban.
Under 2023 tog Mahjoub guld i 61 kg-klassen vid panarabiska spelen i Alger samt brons i lagtävlingen vid afrikanska mästerskapen i Casablanca och silver individuellt. Vid afrikanska spelen 2023 i Accra, som arrangerades 2024, tog hon silver i 61 kg-klassen.